# セバスティアーノ・ロッシ
セバスティアーノ・ロッシ（Sebastiano Rossi, 1964年7月20日-）はイタリア・チェゼーナ出身の元サッカー選手。ポジションはGK。

## 経歴
ACミランの黄金期を支えたGKで、1990年にアンドレア・パッツァーリの控え選手としてミランに加入。12シーズン在籍し、フランコ・バレージらと強固なディフェンスラインを形成して、5回のセリエA優勝、UEFAチャンピオンズリーグ優勝などに貢献した。
1991-92シーズン、パッツァーリがボローニャへ放出されると正GKとなった。このシーズンはリーグ戦無敗でのリーグ優勝を達成。1992-93シーズン、フランチェスコ・アントニオーリと正GKの座を争った。しかし、アントニオーリが負傷離脱し、正GKの座を守った。1993-94シーズン、1994年3月27日のフォッジア戦でディノ・ゾフが保持していた記録を破って、セリエA929分間無失点記録を達成。しかし、その試合でイゴール・コリヴァノフにゴールを許し、記録が途切れた。2016年3月にジャンルイジ・ブッフォンにより記録が破られるまで、セリエA最多時間無失点記録の保持者であった。その後、アンジェロ・パゴット、マッシモ・タイービ、イェンス・レーマンらがチームに加入したが、正GKの座を守っていた。しかし、1998-99シーズン、1999年1月17日のペルージャ戦で退場処分になって以降、クリスティアン・アッビアーティにその座を取って代わられた。2000-01シーズンにジーダが加入しすると、第3GKへと序列を下げた。
2002-03シーズンにACペルージャでプレーし、38歳で現役を引退した。
1994年イタリア代表に二度呼ばれたが、ジャンルカ・パリュウカが代表のファーストチョイスであった事もあり、出場機会は無かった。